# David Napier (ingeniero)
David Napier (1785–1873) fue un ingeniero escocés, notable por haber fundado Napier & Son, una compañía fabricante de automóviles y de motores aeronáuticos de larga tradición. 

## Vida
David Napier nació en Dumbarton. Pertenecía a una familia de ingenieros (la rama Kilmahew de la familia Napier).  Era hijo de Robert Napier (1726–1790), y primo de otro Robert Napier, el "padre de los Astilleros de Clyde".  Uno de los tíos de David Napier había servido como herrero para el duque de Argyll. 

## Ingeniería
Napier se trasladó al sur de Gran Bretaña y trabajó para Henry Maudslay antes de fundar su propia compañía de ingeniería de precisión en 1808 en Soho, Londres.  En 1848, la empresa se convirtió en David Napier & Son, cuando su hijo James Napier pasó a formar parte de la sociedad comercial. 
La compañía produjo tornos y máquinas para la fabricación de balas y el taladrado de cañones  para varios arsenales del gobierno, así como máquinas de pesaje de monedas para el Banco de Inglaterra, prensas de impresión de dos cilindros (diseñadas para imprimir simultáneamente en ambos lados de una hoja de papel) y una centrifugadora para la fabricación de azúcar.  Sus máquinas fueron descritas como "de una fabricación tan delicada como la de cualquier reloj", y su imprenta en particular recibió elogios de Thomas Curson Hansard . 
Después de su muerte, su nieto Montague Napier haría famosa a la compañía por los primeros vehículos motorizados y más adelante por sus motores aeronáuticos.